# منتخب أستراليا تحت 20 سنة لاتحاد الرغبي
منتخب أستراليا الوطني لاتحاد الرغبي تحت 20 سنة (بالإنجليزية: Australia national under-20 rugby union team)‏ هو ممثل أستراليا الرسمي في المنافسات الدولية في اتحاد الرغبي .

## وصلات خارجية
- الموقع الرسمي